# Rio Corciova
O Rio Corciova é um rio da Romênia, afluente do Râul Şes, localizado no distrito de Hunedoara.